# Thierry Goudet
Thierry Goudet (Château-Gontier, 11 novembre 1962) è un allenatore di calcio ed ex calciatore francese, di ruolo centrocampista.

## Palmarès

### Giocatore

#### Competizioni nazionali
- Campionato francese di seconda divisione: 1

Rennes: 1989-1990 (girone B)